# Meghan, Duchess of Sussex

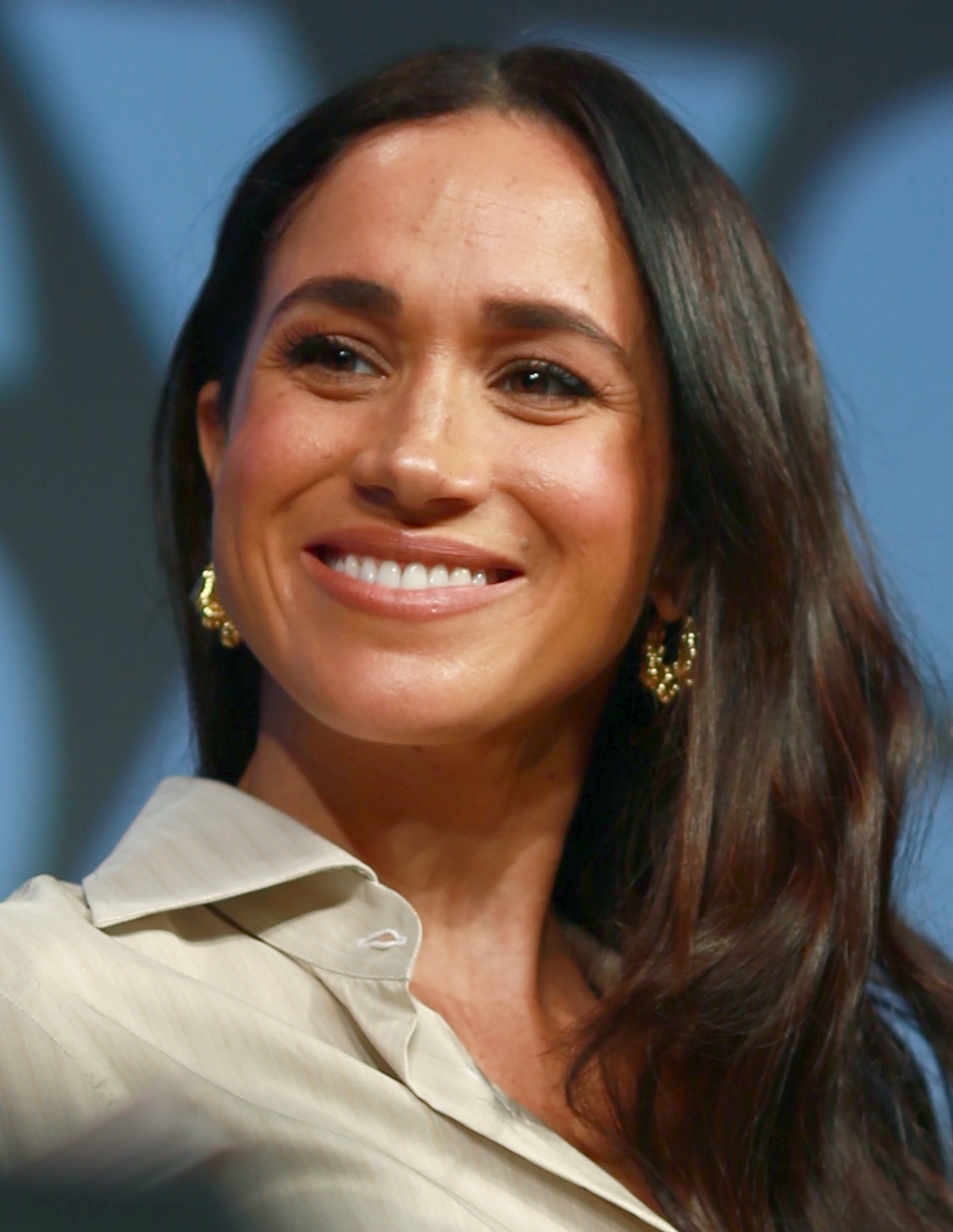
Meghan, Herzogin von Sussex (2024)

Meghan, Duchess of Sussex (* 4. August 1981 als Rachel Meghan Markle in Los Angeles, Kalifornien), ist eine US-amerikanische Schauspielerin. Sie wurde in der Rolle der Rachel Zane in der Fernsehserie Suits bekannt. 2018 wurde sie durch ihre Heirat mit Prinz Harry Mitglied der britischen Königsfamilie.

## Kindheit und Familie
Markle wurde 1981 in Los Angeles als Kind eines Amerikaners mit deutsch-irischen Wurzeln und einer afroamerikanischen Mutter geboren. Ihre Mutter Doria Loyce Ragland arbeitete in einem Reisebüro, studierte Psychologie und Sozialarbeit und ist als Sozialarbeiterin und Yoga-Lehrerin tätig. Ihr Vater, Thomas Wayne Markle, ist Lichtregisseur und war unter anderem für die Sitcom Eine schrecklich nette Familie tätig.
Ab ihrem zweiten bis zu ihrem elften Lebensjahr besuchte sie die Privatschule Hollywood Schoolhouse, eine auch bei Hollywoodschauspielern beliebte Grundschule. Ab 1992 setzte sie ihre Ausbildung auf der weiterführenden Schule Immaculate Heart High School, einer privaten katholischen Mädchenschule für die Klassen 6 bis 12 in Los Feliz, einem Nachbarort von Hollywood, fort.
1988 ließen sich ihre Eltern scheiden. Aus der ersten Ehe ihres Vaters hat sie zwei rund 15 Jahre ältere Halbgeschwister. Von 2011 bis 2013 war sie mit dem Schauspieler und Produzenten Trevor Engelson verheiratet, mit dem sie 2004 eine Beziehung begonnen hatte.

## Studium und Arbeit als Schauspielerin
Nach Abschluss der High School studierte Markle an der Northwestern University Theaterwissenschaften und Internationale Beziehungen und schloss beide Fächer mit dem Bachelor of Arts ab. Danach arbeitete sie für einige Monate in der US-Botschaft in Buenos Aires, an der sie während ihres Studiums ein Praktikum absolviert hatte.
Während sie ihre Heimatstadt Los Angeles besuchte, wurde eine Künstleragentur auf sie aufmerksam. 2002 hatte sie mit einer Folge in der ABC-Seifenoper General Hospital ihr Fernsehdebüt. Es folgten weitere kleine Auftritte in Fernsehserien sowie Nebenrollen in einigen Filmen. 2007 war Markle als Model in vier Folgen der Fernseh-Spielshow Deal or No Deal zu sehen. Danach hatte sie erste wiederkehrende Rollen in Serien wie 90210 als Wendy und in Fringe – Grenzfälle des FBI als Amy Jessup. Ab 2008 spielte sie in Pilotfolgen fünf verschiedener Serien mit, die jedoch alle nicht in Auftrag gegeben wurden. Darunter befand sich der ABC-Pilot Good Behavior (2008), in dem auch ihr späterer Suits-Kollege Patrick J. Adams mitwirkte.
Von 2011 bis 2018 spielte Markle in der in Toronto gedrehten Anwaltsserie Suits von USA Network die hilfsbereite Rechtsanwaltsfachangestellte Rachel Zane, die der Hauptfigur Mike Ross, dargestellt von Patrick J. Adams, bald näherkommt. Anlässlich ihrer Verlobung mit Prinz Harry im November 2017 gab sie bekannt, Suits nach dem Ende der siebten Staffel (2018) zu verlassen und ihre Schauspielkarriere zu beenden, um sich ihren zukünftigen Aufgaben als Mitglied der britischen Königsfamilie zu widmen.

## Ehe mit Prinz Harry

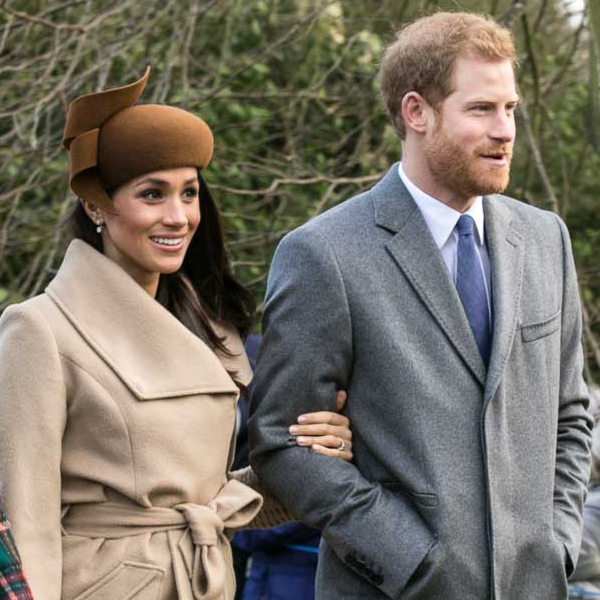
Meghan Markle und Prinz Harry (2017)

Seit Juni 2016 ist sie mit dem britischen Prinzen Harry liiert. Anfang November 2016 ließ dieser über sein Pressesekretariat eine Verlautbarung herausgeben, in der Markle als seine Freundin bezeichnet und der Umgang der Presse mit der Beziehung kritisiert wurde. Am 27. November 2017 wurde die Verlobung des Paares öffentlich bekanntgemacht.
Am 6. März 2018 wurde Markle vom Erzbischof von Canterbury Justin Welby, dem geistlichen Oberhaupt der Kirche von England, im St James’s Palace in London getauft und konfirmiert. Am 19. Mai 2018 fand die Hochzeit von Prinz Harry und Meghan Markle in der St.-Georgs-Kapelle auf dem Gelände von Schloss Windsor statt. Seit ihr Mann im Rahmen der Hochzeit zum Duke of Sussex erhoben wurde, trägt sie den Höflichkeitstitel Her Royal Highness, The Duchess of Sussex. 
Am 6. Mai 2019 wurde das erste Kind des Paares, Archie Harrison Mountbatten-Windsor, geboren. 2020 verließ die Familie Großbritannien und verlegte ihren Lebensmittelpunkt nach Aufenthalten in Kanada und Los Angeles ins kalifornische Montecito. Ihren Plan, in Großbritannien eingebürgert zu werden, gab sie auf. Im November 2020 erzählte Markle in einem Essay in der New York Times erstmals von einer im Juli 2020 erlittenen Fehlgeburt. Am 4. Juni 2021 wurde ihr zweites Kind, Lilibet Diana Mountbatten-Windsor, geboren.
Interview im amerikanischen Fernsehen
Am 7. März 2021 gaben Meghan Markle und ihr Mann Harry Oprah Winfrey ein Interview für CBS. Es war die erste größere Stellungnahme des Paars zu ihrem Verhältnis zum englischen Königshaus, nachdem sie in die USA ausgewandert waren. In dem Interview warf das Paar der britischen Königsfamilie rassistische Tendenzen vor. Sie kritisierten auch die Boulevardpresse: Zum Beispiel sei Kate, die Frau ihres Schwagers, meist positiv dargestellt worden; Markle hingegen sei bei ähnlichen Aktivitäten durchweg negativ beschrieben worden. 
Markle fühle sich von der Königsfamilie im Stich gelassen. Sie habe keine psychologische Unterstützung gewährt, als sie suizidgefährdet gewesen sei. Diese Gefahr sei ausschlaggebend dafür gewesen, dass das Paar in die USA gezogen sei. Die Aussagen im Interview hielten einige Medien für teilweise falsch oder beurteilten sie als nicht glaubwürdig. Außerdem wurde die Einblendung einiger fälschlich in Zusammenhang gebrachter skandalisierender Zeitungsschlagzeilen beanstandet, die nachträglich entfernt werden mussten.

## Wappen
Das Wappen von Meghan, Herzogin von Sussex zeigt im gespaltenen Schild auf der heraldisch rechten Seite (vom Betrachter aus gesehen links) das Wappen von Prinz Harry (das königliche Wappen des Vereinigten Königreiches mit Turnierkragen mit fünf Lätzen). Die heraldisch linke Seite steht für ihren gebürtigen Familiennamen Markle. Der blaue Hintergrund symbolisiert den Pazifik an der Küste von Kalifornien. Die zwei goldenen Streifen stehen für die Sonnenstrahlen Kaliforniens. Die drei Federn symbolisieren Kommunikation und die Macht des Wortes. Der Schildhalter auf Markles Seite ist ein weißer Singvogel. Er steht auf einem Postament von Rasen mit kalifornischem Mohn und Chinesischer Winterblüte.

## Humanitäres Engagement und öffentliche Aufgaben
Markle war Botschafterin für die internationale Wohltätigkeitsorganisation One Young World, auf deren jährlichem Gipfel sie 2014 in Dublin über Geschlechtergerechtigkeit und moderne Formen der Sklaverei sprach. 2016 besuchte sie den Gipfel ebenfalls. 2016 wurde sie außerdem zur Botschafterin für die Organisation World Vision Canada ernannt, für die sie im Zusammenhang mit der Clean Water Campaign, die sich für die Bereitstellung von sauberem Wasser einsetzt, nach Ruanda reiste. Des Weiteren reiste sie nach Indien, um dort auf Themen wie Bildung, Hygiene, Empowerment, wirtschaftliche Entwicklung und Gesundheit im Hinblick auf Frauen und junge Mädchen aufmerksam zu machen. Sie war Botschafterin für UN Women.
2018 und 2019 übernahm sie repräsentative und karitative Aufgaben für das Königshaus. So begleitete sie ihren Mann im Herbst 2018 auf seiner Pazifikreise und besuchte dabei mit ihm zusammen die Invictus Games in Australien.
Am 8. Januar 2020 gab das Paar bekannt, dass sie beabsichtigen, als hochrangige Mitglieder der Königsfamilie zurückzutreten und finanziell unabhängig zu werden. Am 18. Januar teilte der Buckingham Palace mit, dass Harry und Meghan mit Wirkung ab 1. April 2020 auf die Nutzung des Prädikatstitels „Königliche Hoheit“ freiwillig verzichten wollen; die Königin habe ihnen den Titel aber nicht aberkannt.
Sie verabschiedeten sich am 31. März 2020 von ihrem Instagram-Account Sussex Royal, da sie seit April 2020 nicht mehr das Prädikat „royal“ (königlich) führen. Im gleichen Jahr gründeten sie die wohltätige Stiftung Archewell nach amerikanischem Recht. Einen staatlichen Zuschuss für die Sanierung und den Umbau des Frogmore Cottage in Höhe von 2,4 Millionen Pfund zahlten sie zurück.

## Filmografie
- 2002: General Hospital (Folge 10x150)
- 2004: Century City (Folge 1x04)
- 2005: Cuts (Folge 1x05)
- 2005: Love, Inc. (Folge 1x09)
- 2005: So was wie Liebe (A Lot Like Love, Film)
- 2006: Deceit (Fernsehfilm)
- 2006: Familienstreit de Luxe (The War at Home, Folge 1x17)
- 2006: CSI: NY (Folge 3x07)
- 2008: Ehe ist… (’Til Death, Folge 3x02)
- 2008: 90210 (2 Folgen)
- 2009: Fringe – Grenzfälle des FBI (Fringe, 2 Folgen)
- 2009: Knight Rider (Folge 1x14)
- 2009: The League (Folge 1x02)
- 2009: Without a Trace – Spurlos verschwunden (Without a Trace, Folge 7x15)
- 2010: CSI: Miami (Folge 8x20)
- 2010: Männertrip (Get Him to the Greek, Film)
- 2010: Remember Me – Lebe den Augenblick (Remember Me, Film)
- 2010: The Candidate (Kurzfilm)
- 2011: Kill the Boss (Horrible Bosses, Film)
- 2011–2018: Suits (108 Folgen)
- 2012: Castle (Folge 4x17)
- 2012: Dysfunctional Friends (Film)
- 2013: Zufällig… Liebe (Random Encounters, Film)
- 2014: When Sparks Fly (Fernsehfilm)
- 2015: Anti-Social (Film)
- 2016: Anleitung zum Verlieben (Dater’s Handbook, Film)
- 2020: Elefanten (Film; als Erzählerin)

## Rechtsstreit mit derDaily Mail
Von 2020 bis 2021 befand sich Markle wegen der Veröffentlichung eines privaten Briefs an ihren Vater in einem Rechtsstreit mit der Mail on Sunday. Im Februar 2021 entschied der High Court of Justice in London, dass die Veröffentlichung gegen das Persönlichkeitsrecht verstoße. Anfang März wurden auch die Urheberrechtsansprüche bestätigt. Als Konsequenz wurde die Mail on Sunday vom Gericht dazu verpflichtet, selbst auf der Titelseite über das Urteil zu berichten.

## Orden und Ehrenzeichen
| Jahr | Staat                  | Orden/Ehrenzeichen                        | Klasse |
| ---- | ---------------------- | ----------------------------------------- | ------ |
| 2022 | Vereinigtes Königreich | Queen Elizabeth II Platinum Jubilee Medal |        |